# 金钱松属
金钱松属（学名：Pseudolarix）是松科的一属。

## 下属物种
本属包括以下物种：
- 金钱松 Pseudolarix amabilis (J.Nelson) Rehd.
- Pseudolarix kaemipferi Gord.